# European Futsal Tournament 1996
L'European Futsal Tournament, disputato nel 1996 a Cordova in Spagna, è considerato il primo campionato europeo per selezioni nazionali di calcio a 5. Il torneo ebbe inoltre validità come qualificazione per il FIFA Futsal World Championship previsto sempre in Spagna tra il novembre ed il dicembre dello stesso anno.
Dopo tre gironi di qualificazione organizzati in Italia, Paesi Bassi e Belgio, a cui parteciparono 17 formazioni nazionali, a Cordova giunsero la Spagna organizzatrice, Olanda, Italia e Russia come vincenti dei gironi, Ucraina e Belgio come migliori seconde.
In Spagna le sei squadre vennero divise in due gironi da cui uscirono le quattro semifinaliste, la finale tra i padroni di casa e la Russia venne vinta dalla Spagna per 5-3. Tutte le formazioni giunte a Cordova furono ammesse ai campionati mondiali.

## Qualificazioni
Alle prime qualificazioni per l'Europeo del 1996 si presentano diciassette formazioni per cinque posti disponibili, il sesto era destinato alla Spagna organizzatrice. Le formazioni vennero divise in tre gironi: due da sei squadre e uno da cinque. Si qualificarono Belgio, Paesi Bassi, Russia, Italia e Ucraina.

## Fase a gironi

### Girone A
| Squadra     | Pti | G | V | N | P | GF | GS | DR |
| ----------- | --- | - | - | - | - | -- | -- | -- |
| Spagna      | 4   | 2 | 1 | 1 | 0 | 4  | 3  | +1 |
| Belgio      | 3   | 2 | 1 | 0 | 1 | 3  | 2  | +1 |
| Paesi Bassi | 1   | 2 | 0 | 1 | 1 | 2  | 4  | -2 |

| Cordova 8 gennaio 1996 | Spagna | 2 – 1 | Belgio | Palacio Municipal de Deportes "Vista Alegre" |

| Cordova 9 gennaio 1996 | Paesi Bassi | 0 – 2 | Belgio | Palacio Municipal de Deportes "Vista Alegre" |

| Cordova 10 gennaio 1996 | Spagna | 2 – 2 | Paesi Bassi | Palacio Municipal de Deportes "Vista Alegre" |

### Girone B
| Squadra | Pti | G | V | N | P | GF | GS | DR |
| ------- | --- | - | - | - | - | -- | -- | -- |
| Russia  | 6   | 2 | 2 | 0 | 0 | 8  | 3  | +5 |
| Italia  | 3   | 2 | 1 | 0 | 1 | 7  | 8  | -1 |
| Ucraina | 0   | 2 | 0 | 0 | 2 | 5  | 9  | -4 |

| Cordova 8 gennaio 1996 | Russia | 5 – 2 | Ucraina | Palacio Municipal de Deportes "Vista Alegre" |

| Cordova 9 gennaio 1996 | Italia | 6 – 3 | Ucraina | Palacio Municipal de Deportes "Vista Alegre" |

| Cordova 10 gennaio 1996 | Russia | 5 – 1 | Italia | Palacio Municipal de Deportes "Vista Alegre" |

## Fase a eliminazione diretta

### Tabellone
|  | Semifinali | Semifinali | Semifinali |        |        | Finale          | Finale          | Finale          |  |
|  |            |            |            |        |        |                 |                 |                 |  |
|  | Spagna     | Spagna     | 4          |        |        |                 |                 |                 |  |
|  | Spagna     | Spagna     | 4          |        |        |                 |                 |                 |  |
|  | Italia     | Italia     | 1          |        |        |                 |                 |                 |  |
|  | Italia     | Italia     | 1          |        | Spagna | Spagna          | 5               |                 |  |
|  |            |            |            |        | Spagna | Spagna          | 5               |                 |  |
|  |            |            | Russia     | Russia | 3      |                 |                 |                 |  |
|  | Russia     | Russia     | Russia     | Russia | 3      | 6               |                 |                 |  |
|  | Russia     | Russia     |            |        |        | 6               |                 |                 |  |
|  | Belgio     | Belgio     | 2          |        |        | Finale 3º posto | Finale 3º posto | Finale 3º posto |  |
|  | Belgio     | Belgio     | 2          |        |        |                 |                 |                 |  |
|  |            |            |            |        |        |                 |                 |                 |  |
|  |            |            |            |        |        | Italia          | Italia          | 2               |  |
|  |            |            |            |        |        | Italia          | Italia          | 2               |  |
|  |            |            |            |        |        | Belgio (dts)    | Belgio (dts)    | 3               |  |

### Semifinali
| Arbitro: | Stefan Tivold |

|                                                                           |           |                               |
| Gorin 01'01'’, 15'04'’ Kiselëv 14'03'’, 28'06'’ Erëmenko 31'07'’, 38'08'’ | Marcatori | 10'02'’ Cocco 19'05'’ Claesen |

| Arbitro: | Lars Gerner |

|                                                          |           |                |
| Vicentín 3'01'’ Paulo Roberto 17'02'’, 31' 03'’, 39'04'’ | Marcatori | 39'05'’ Caleca |

### Finale 5º posto
| Arbitro: | Joaquim Jose Bento Marques |

|                                            |           |                                                                        |
| de Bever 8'01'’ Roest 20'04'’ Merk 24'06'’ | Marcatori | 16'02'’ (aut.) Leatemia 19'03'’ Usakovs'kyj 23'05'’, 43'07'’ Moskvyčov |

### Finale 3º posto
| Arbitro: | Charles Shaak |

|                               |           |                                            |
| Bearzi 11'02'’ Caleca 39'04'’ | Marcatori | 10'01'’ Cocco 22'03'’ Beyers 48'05'’ Meurs |

### Finale
| Arbitri: | Sándor Piller Lars Gerner Alexis Ponnet |

|                                                                   |           |                                          |
| Vicentín 11'01'’, 27'05'’, 27'06'’, 33'08'’ Paulo Roberto 20'03'’ | Marcatori | 20'02'’ Kiselëv 22'04’, 32'07'’ Erëmenko |

## Campione
SPAGNA
(1º titolo)

## Classifica finale
Tutte le squadre si sono qualificate per il FIFA Futsal World Championship 1996
| Pos. | Squadra     |
| ---- | ----------- |
|      | Spagna      |
|      | Russia      |
|      | Belgio      |
| 4    | Italia      |
| 5    | Ucraina     |
| 6    | Paesi Bassi |